# Students for Liberty CZ

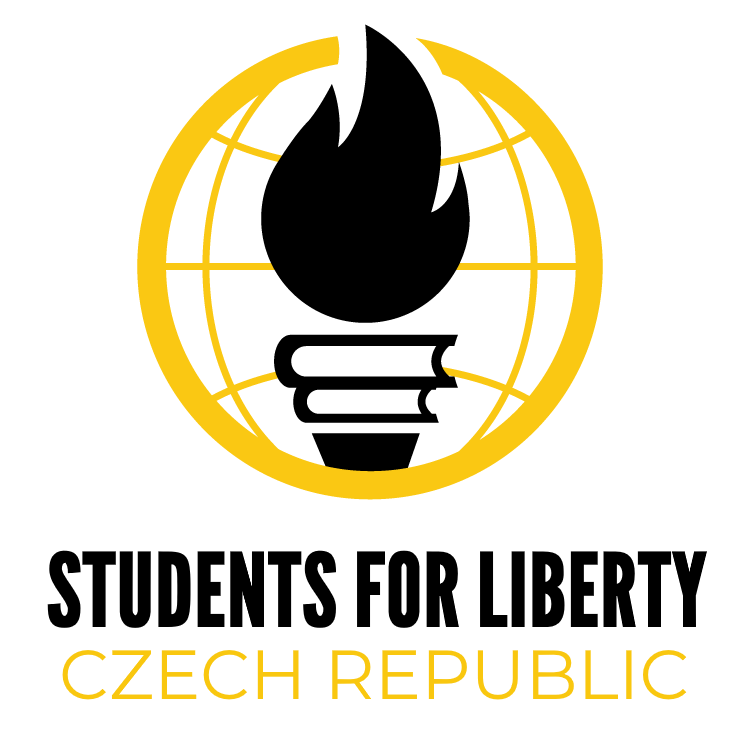
Logo organizace Students for Liberty CZ

Students for Liberty CZ (Studenti za svobodu) je nezisková, apolitická studentská organizace, jejímž hlavním posláním je podpora a sjednocování studentů hlásících se k myšlenkám svobody.
Její vznik se datuje k březnu roku 2013 v Brně. Students for Liberty CZ se inspirují ideami klasického liberalismu a libertarianismu. Hlavními principy, které uznávají jako klíčové, jsou sociální, ekonomická a akademická svoboda, a respekt k soukromému vlastnictví.

## Organizace
Od svého vzniku, na němž se podíleli Jan Škapa, David Stancel, Šimon Harant, Juraj Zamborský a Mirek Jahoda, se členská základna rozrůstá v celé České republice. Na univerzitách plní organizační funkce univerzitní koordinátoři, kteří pod sebe slučují fakultní koordinátory.

## Činnost
Students for Liberty CZ byli založeni jako platforma pro šíření myšlenek svobody. Členové organizace v současnosti působí na šesti univerzitách v České republice., kde během semestru připravují program složený z více druhů akcí. Mezi hlavní z nich patří přednášky k tématům společenského významu v oborech jako právo, ekonomie, historie, filozofie a dalších. Během dvou semestrů působení organizace byly uspořádáno několik přednášek zabývajících se tématy jako Bitcoin, Regulace internetu, Decentralizované právo a Duševní vlastnictví. Další aktivitou jsou neformální setkání jako Liberty Eveningy – pravidelně pořádané debatní večery v současnosti pořádané v Brně a Praze. Důležitou součást programu tvoří pravidelná účast na konferencích ve spolupráci se zastřešující mezinárodní organizací Students for Liberty a také distribuce literatury zabývající se tématy svobody z pohledu různých společenských věd.

## Ocenění

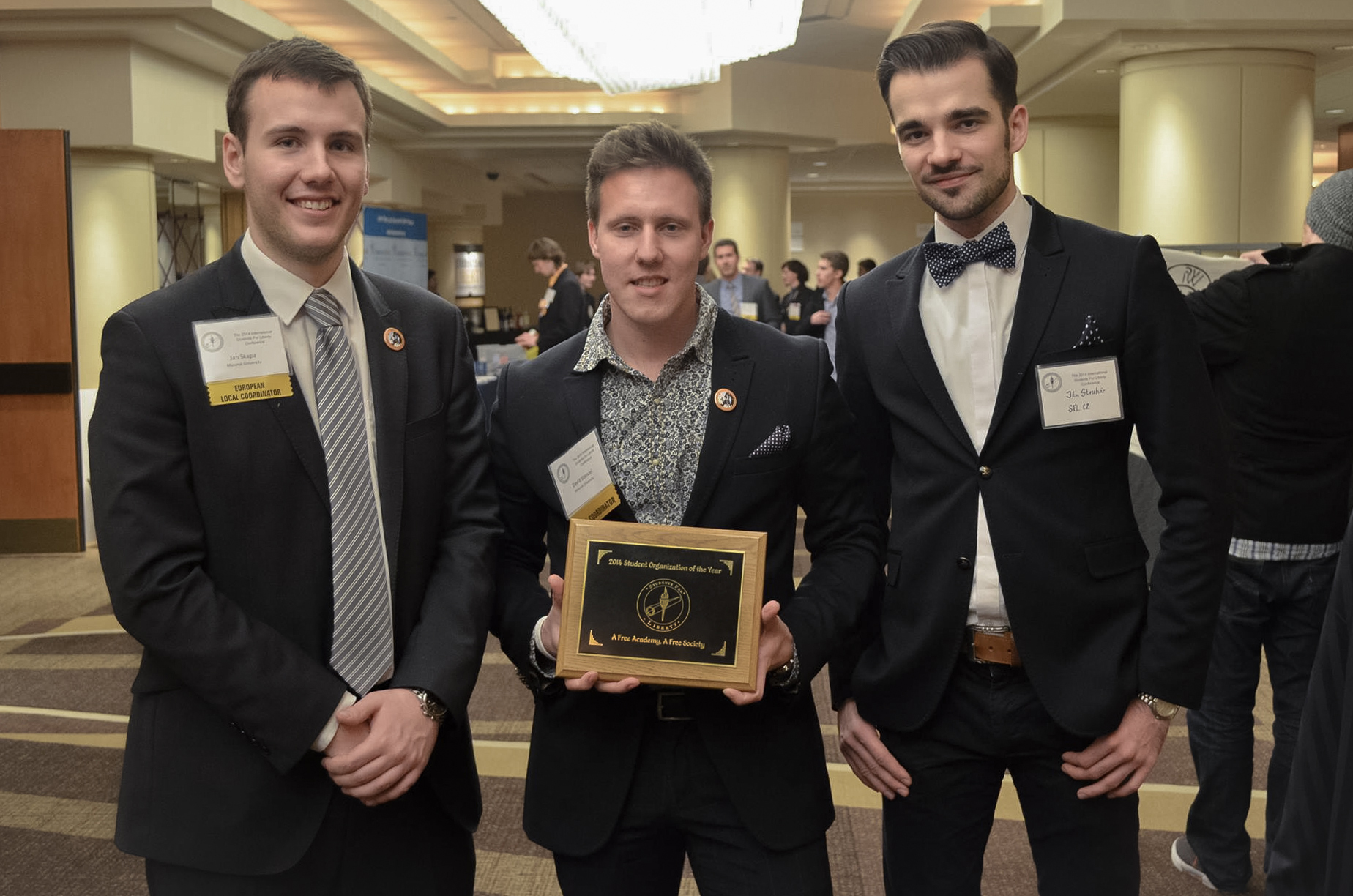
SFL CZ tým ve Washingtonu. Zleva Jan Škapa, David Stancel, Ján Struhár.

Students for Liberty CZ získali v únoru 2014 ocenění za nejlepší studentskou organizaci (skupinu) roku v rámci SFL Awards (Group of the Year). Skupina byla nominována mezi dalšími stovkami jiných studentských skupin z celého světa, následně postoupila do finále, ve kterém se spolu s dalšími třemi finalisty utkala o hlasy veřejnosti a nakonec zvítězila. Na vyhlášení v americkém Washingtongu, D.C., cenu přebrali tři zástupci Students for Liberty CZ.

## Spolupráce
Students for Liberty CZ dlouhodobě spolupracují s celosvětovou organizací Students For Liberty a její evropskou odnoží European Students For Liberty, skrz jejichž podporu získávají některé zdroje a materiály. Pravidelně se členové účastní jejich konferencí, které se na různých úrovních (místní, kontinentální, světová) konají po celém světě a které vytvářejí prostor pro debatu, odborné referáty a navazování kontaktů mezi studenty. Students for Liberty CZ sdílí společné zájmy také s některými dalšími českými a zahraničními organizacemi jako jsou Liberální institut nebo slovenský Inštitút ekonomických a sociálnych štúdii (INESS).